# Croatian Bol Ladies Open 1999 - Qualificazioni singolare
Le qualificazioni del singolare  del Croatian Bol Ladies Open 1999 sono state un torneo di tennis preliminare per accedere alla fase finale della manifestazione. I vincitori dell'ultimo turno sono entrati di diritto nel tabellone principale. In caso di ritiro di uno o più giocatori aventi diritto a questi sono subentrati i lucky loser, ossia i giocatori che hanno perso nell'ultimo turno ma che avevano una classifica più alta rispetto agli altri partecipanti che avevano comunque perso nel turno finale.

## Giocatrici

### Teste di serie
1. n.a.
2. Michaela Paštiková (secondo turno)
3. Lucie Ahl (qualificata)
4. Amanda Grahame (ultimo turno, Lucky Loser)
5. Katarzyna Strączy (ultimo turno)

1. Syna Schmidle (secondo turno)
2. Renata Kučerová (qualificata)
3. Luciana Masante (qualificata)
4. Marijana Kovačević (ultimo turno)

### Qualificate
1. Renata Kučerová
2. Lucie Ahl

1. Luciana Masante
2. Zuzana Hejdová

#### Lucky Losers
1. Amanda Grahame

## Tabellone qualificazioni

### Legenda
| - Q = Qualificato - WC = Wild card - LL = Lucky loser | - ALT = Alternate - SE = Special Exempt - PR = Protected Ranking | - w/o = Walkover - r = Ritirato - d = Squalificato |

### Sezione 1
|  | Primo turno      | Primo turno        | Primo turno        | Primo turno | Primo turno |  |  | Secondo turno | Secondo turno      | Secondo turno      | Secondo turno   | Secondo turno   |   |   | Ultimo turno | Ultimo turno       | Ultimo turno       | Ultimo turno | Ultimo turno |  |
|  |                  |                    |                    |             |             |  |  |               |                    |                    |                 |                 |   |   |              |                    |                    |              |              |  |
|  | 9                | Marijana Kovačević | Marijana Kovačević | 6           | 6           |  |  |               |                    |                    |                 |                 |   |   |              |                    |                    |              |              |  |
|  |                  | Kristina Pojatina  | Kristina Pojatina  | 2           | 5           |  |  | 9             | Marijana Kovačević | Marijana Kovačević | 6               | 6               |   |   |              |                    |                    |              |              |  |
|  | WC               | Ana Masleša        | 4                  | 6           | 4           |  |  |               | Agnieszka Abram    | Agnieszka Abram    | 2               | 0               |   |   |              |                    |                    |              |              |  |
|  |                  | Agnieszka Abram    | 6                  | 3           | 6           |  |  |               |                    |                    |                 |                 |   |   | 9            | Marijana Kovačević | Marijana Kovačević | 1            | 2            |  |
|  | Blanka Kumbarová | Blanka Kumbarová   | Blanka Kumbarová   | 6           | 6           |  |  |               |                    | 7                  | Renata Kučerová | Renata Kučerová | 6 | 6 |              |                    |                    |              |              |  |
|  | Nicole Remis     | Nicole Remis       | Nicole Remis       | 4           | 1           |  |  |               | Blanka Kumbarová   | Blanka Kumbarová   | 0               | 4               |   |   |              |                    |                    |              |              |  |
|  |                  | Eva Belbl          | 7                  | 1           | 2           |  |  | 7             | Renata Kučerová    | Renata Kučerová    | 6               | 6               |   |   |              |                    |                    |              |              |  |
|  | 7                | Renata Kučerová    | 64                 | 6           | 6           |  |  |               |                    |                    |                 |                 |   |   |              |                    |                    |              |              |  |

### Sezione 2
|  | Primo turno | Primo turno          | Primo turno          | Primo turno          | Primo turno |  |  | Secondo turno | Secondo turno        | Secondo turno        | Secondo turno | Secondo turno |   |   | Ultimo turno | Ultimo turno | Ultimo turno | Ultimo turno | Ultimo turno |  |
|  |             |                      |                      |                      |             |  |  |               |                      |                      |               |               |   |   |              |              |              |              |              |  |
|  | 3           | Lucie Ahl            | Lucie Ahl            | 6                    | 7           |  |  |               |                      |                      |               |               |   |   |              |              |              |              |              |  |
|  |             | Louise Pleming       | Louise Pleming       | 1                    | 5           |  |  | 3             | Lucie Ahl            | Lucie Ahl            | 6             | 6             |   |   |              |              |              |              |              |  |
|  | Alt         | Iva Kirac            | Iva Kirac            | Iva Kirac            |             |  |  |               | Gabriela Navrátilová | Gabriela Navrátilová | 4             | 0             |   |   |              |              |              |              |              |  |
|  |             | Gabriela Navrátilová | Gabriela Navrátilová | Gabriela Navrátilová | w/o         |  |  |               |                      |                      |               |               |   |   | 3            | Lucie Ahl    | Lucie Ahl    | 6            | 6            |  |
|  | Ana Škafar  | Ana Škafar           | 6                    | 3                    | 6           |  |  |               |                      |                      | Ana Škafar    | Ana Škafar    | 4 | 4 |              |              |              |              |              |  |
|  | Ivana Kekež | Ivana Kekež          | 3                    | 6                    | 1           |  |  |               | Ana Škafar           | Ana Škafar           | 6             | 6             |   |   |              |              |              |              |              |  |
|  |             | Vida Mulec           | Vida Mulec           | 2                    | 4           |  |  | 6             | Syna Schmidle        | Syna Schmidle        | 3             | 2             |   |   |              |              |              |              |              |  |
|  | 6           | Syna Schmidle        | Syna Schmidle        | 6                    | 6           |  |  |               |                      |                      |               |               |   |   |              |              |              |              |              |  |

### Sezione 3
|  | Primo turno     | Primo turno     | Primo turno     | Primo turno  | Primo turno |  |  | Secondo turno | Secondo turno   | Secondo turno  | Secondo turno  | Secondo turno  |   |   | Ultimo turno | Ultimo turno    | Ultimo turno    | Ultimo turno | Ultimo turno |  |
|  |                 |                 |                 |              |             |  |  |               |                 |                |                |                |   |   |              |                 |                 |              |              |  |
|  | 8               | Luciana Masante | Luciana Masante | 6            | 6           |  |  |               |                 |                |                |                |   |   |              |                 |                 |              |              |  |
|  | WC              | Ivana Abramović | Ivana Abramović | 2            | 3           |  |  | 8             | Luciana Masante | 2              | 6              | 6              |   |   |              |                 |                 |              |              |  |
|  | Anna Mogilnicka | Anna Mogilnicka | Anna Mogilnicka | 0            | 0           |  |  |               | Nives Culum     | 6              | 4              | 1              |   |   |              |                 |                 |              |              |  |
|  | Nives Culum     | Nives Culum     | Nives Culum     | 6            | 6           |  |  |               |                 |                |                |                |   |   | 8            | Luciana Masante | Luciana Masante | 6            | 7            |  |
|  | WC              | Danira Penić    | Danira Penić    | Danira Penić | w/o         |  |  |               |                 | 4              | Amanda Grahame | Amanda Grahame | 2 | 5 |              |                 |                 |              |              |  |
|  |                 | Maja Murić      | Maja Murić      | Maja Murić   |             |  |  | WC            | Danira Penić    | Danira Penić   | 4              | 5              |   |   |              |                 |                 |              |              |  |
|  |                 | Nina Nittinger  | Nina Nittinger  | 65           | 4           |  |  | 4             | Amanda Grahame  | Amanda Grahame | 6              | 7              |   |   |              |                 |                 |              |              |  |
|  | 4               | Amanda Grahame  | Amanda Grahame  | 7            | 6           |  |  |               |                 |                |                |                |   |   |              |                 |                 |              |              |  |

### Sezione 4
|  | Primo turno        | Primo turno        | Primo turno        | Primo turno        | Primo turno |  |  | Secondo turno | Secondo turno      | Secondo turno      | Secondo turno  | Secondo turno |   |   | Ultimo turno | Ultimo turno      | Ultimo turno | Ultimo turno | Ultimo turno |  |
|  |                    |                    |                    |                    |             |  |  |               |                    |                    |                |               |   |   |              |                   |              |              |              |  |
|  | 5                  | Katarzyna Strączy  | Katarzyna Strączy  | 6                  | 6           |  |  |               |                    |                    |                |               |   |   |              |                   |              |              |              |  |
|  |                    | Irina Nossenko     | Irina Nossenko     | 0                  | 2           |  |  | 5             | Katarzyna Strączy  | 6                  | 64             | 6             |   |   |              |                   |              |              |              |  |
|  | Denise Hofer       | Denise Hofer       | 6                  | 4                  | 6           |  |  |               | Denise Hofer       | 1                  | 7              | 2             |   |   |              |                   |              |              |              |  |
|  | Jennifer Tinnacher | Jennifer Tinnacher | 0                  | 6                  | 1           |  |  |               |                    |                    |                |               |   |   | 5            | Katarzyna Strączy | 4            | 6            | 2            |  |
|  | Zuzana Hejdová     | Zuzana Hejdová     | 6                  | 4                  | 6           |  |  |               |                    |                    | Zuzana Hejdová | 6             | 1 | 6 |              |                   |              |              |              |  |
|  | Ivana Višić        | Ivana Višić        | 2                  | 6                  | 1           |  |  |               | Zuzana Hejdová     | Zuzana Hejdová     | 6              | 6             |   |   |              |                   |              |              |              |  |
|  |                    | Magdaléna Kučerová | Magdaléna Kučerová | Magdaléna Kučerová |             |  |  | 2             | Michaela Paštiková | Michaela Paštiková | 4              | 3             |   |   |              |                   |              |              |              |  |
|  | 2                  | Michaela Paštiková | Michaela Paštiková | Michaela Paštiková | w/o         |  |  |               |                    |                    |                |               |   |   |              |                   |              |              |              |  |